# Cameron Devlin
Cameron Peter Devlin (Sydney, 7 giugno 1998) è un calciatore australiano, centrocampista dell'Hearts.

## Caratteristiche tecniche
È un centrocampista difensivo.

## Carriera

### Club
Cresciuto nel settore giovanile del Sydney FC, debutta in prima squadra il 6 ottobre 2018 in occasione dell'incontro di FFA Cup vinto 3-0 contro il Western Sydney.

### Nazionale
Nel 2021 viene convocato dalla nazionale olimpica australiana per prendere parte alle Olimpiadi di Tokyo. Debutta il 28 luglio in occasione del match contro l'Egitto.
Il 25 settembre 2022 esordisce in nazionale maggiore nell'amichevole vinta contro la Nuova Zelanda.
Convocato per i Mondiali di Qatar 2022, non viene impiegato in nessuna delle 4 sfide disputata dagli australiani, eliminati agli ottavi dall'Argentina futura vincitrice del torneo.

## Statistiche

### Presenze e reti nei club
Statistiche aggiornate al 28 luglio 2021.
| Stagione                  | Squadra                   | Campionato                | Campionato | Campionato | Coppe nazionali | Coppe nazionali | Coppe nazionali | Coppe continentali | Coppe continentali | Coppe continentali | Altre coppe | Altre coppe | Altre coppe | Totale | Totale | Totale |
| Stagione                  | Squadra                   | Comp                      | Pres       | Reti       | Comp            | Pres            | Reti            | Comp               | Pres               | Reti               | Comp        | Pres        | Reti        | Pres   | Reti   |        |
| ------------------------- | ------------------------- | ------------------------- | ---------- | ---------- | --------------- | --------------- | --------------- | ------------------ | ------------------ | ------------------ | ----------- | ----------- | ----------- | ------ | ------ | ------ |
| 2018-2019                 | Sydney FC                 | AL                        | 7          | 1          | CA              | 1               | 0               | ACL                | 1                  | 0                  |             | -           | -           | 9      | 1      |        |
| 2019-2020                 | Wellington Phoenix Res.   | PL                        | 2          | 0          |                 | -               | -               |                    | -                  | -                  |             | -           | -           | 2      | 0      |        |
| 2019-2020                 | Wellington Phoenix        | AL                        | 21         | 0          | CA              | 1               | 1               |                    | -                  | -                  |             | -           | -           | 22     | 1      |        |
| 2020-2021                 | Wellington Phoenix        | AL                        | 23         | 1          | CA              | 0               | 0               |                    | -                  | -                  |             | -           | -           | 23     | 1      |        |
| Totale Wellington Phoenix | Totale Wellington Phoenix | Totale Wellington Phoenix | 44         | 1          |                 | 1               | 1               |                    | 0                  | 0                  |             | -           | -           | 45     | 2      |        |
| 2021-2022                 | Hearts                    | SP                        | 25         | 1          | CS+CdL          | 4+0             | 0               |                    | -                  | -                  |             | -           | -           | 29     | 1      |        |
| Totale carriera           | Totale carriera           | Totale carriera           | 78         | 3          |                 | 6               | 1               |                    | 1                  | 0                  |             | -           | -           | 85     | 4      |        |

### Cronologia presenze e reti in nazionale
| Cronologia completa delle presenze e delle reti in nazionale ― Australia | Cronologia completa delle presenze e delle reti in nazionale ― Australia | Cronologia completa delle presenze e delle reti in nazionale ― Australia | Cronologia completa delle presenze e delle reti in nazionale ― Australia | Cronologia completa delle presenze e delle reti in nazionale ― Australia | Cronologia completa delle presenze e delle reti in nazionale ― Australia | Cronologia completa delle presenze e delle reti in nazionale ― Australia | Cronologia completa delle presenze e delle reti in nazionale ― Australia |
| Data                                                                     | Città                                                                    | In casa                                                                  | Risultato                                                                | Ospiti                                                                   | Competizione                                                             | Reti                                                                     | Note                                                                     |
| ------------------------------------------------------------------------ | ------------------------------------------------------------------------ | ------------------------------------------------------------------------ | ------------------------------------------------------------------------ | ------------------------------------------------------------------------ | ------------------------------------------------------------------------ | ------------------------------------------------------------------------ | ------------------------------------------------------------------------ |
| 25-9-2022                                                                | Wellington                                                               | Nuova Zelanda                                                            | 0 – 2                                                                    | Australia                                                                | Amichevole                                                               | -                                                                        | 63’                                                                      |
| 28-3-2023                                                                | Melbourne                                                                | Australia                                                                | 1 – 2                                                                    | Ecuador                                                                  | Amichevole                                                               | -                                                                        | 54’                                                                      |
| 6-6-2024                                                                 | Dacca                                                                    | Bangladesh                                                               | 0 – 2                                                                    | Australia                                                                | Qual. Mondiali 2026                                                      | -                                                                        | 77’                                                                      |
| 11-6-2024                                                                | Perth                                                                    | Australia                                                                | 5 – 0                                                                    | Palestina                                                                | Qual. Mondiali 2026                                                      | -                                                                        | 83’                                                                      |
| Totale                                                                   |                                                                          | Presenze                                                                 | 4                                                                        |                                                                          | Reti                                                                     | 0                                                                        |                                                                          |